# Tamoyidae
Famille
Les Tamoyidae sont une famille de méduses de l'ordre Cubomedusae.

## Liste des genres
Selon World Register of Marine Species (23 novembre 2019) :
- genre Tamoya Mueller, 1859